# Skalka nad Váhom
Skalka nad Váhom (in tedesco Skalkan o Sankt Emmerich an der Waag, in ungherese Vágsziklás) è un comune della Slovacchia facente parte del distretto di Trenčín, nella regione omonima.
È citata per la prima volta in un documento storico nel 1208. Vi si trovano le rovine dell'antico castello omonimo citato fin dal 1224 (spelunca, que vulgo Scala dicitur).